# Роллы
Ро́ллы (яп. 巻き寿司 макидзуси, они же маки) — одна из разновидностей суши в японской кухне, отличительной особенностью которой является скручивание при помощи бамбуковой циновки (яп. 巻簾 — макису) в цилиндрическую форму с последующим разрезанием на дольки. Обычно роллы употребляют вместе с васаби, имбирём, макая в соевый соус.

## Приготовление
Чаще всего роллы режут на 6, 8 или 10 кусочков, иногда — на 12 и подают одной порцией. Начинка оборачивается в лист нори (предварительно высушенные и измельчённые прессованные водоросли), иногда в тонкий омлет, соевую «бумагу» или лист растения периллы. Реже встречаются роллы, которые скручивают таким образом, что лист нори или другой внешний слой оказывается внутри, а рис или начинка — снаружи. Также существуют «цветные» и «мозаичные», роллы «наизнанку» и другие разновидности роллов. Рис готовят, добавляя уксус, юдзу и мирин.
В так называемых «ассорти» или «суши-ассорти», несколько кусочков ролла (обычно 3-4 кусочка) сервируются с другими видами суши.

## Разновидности роллов

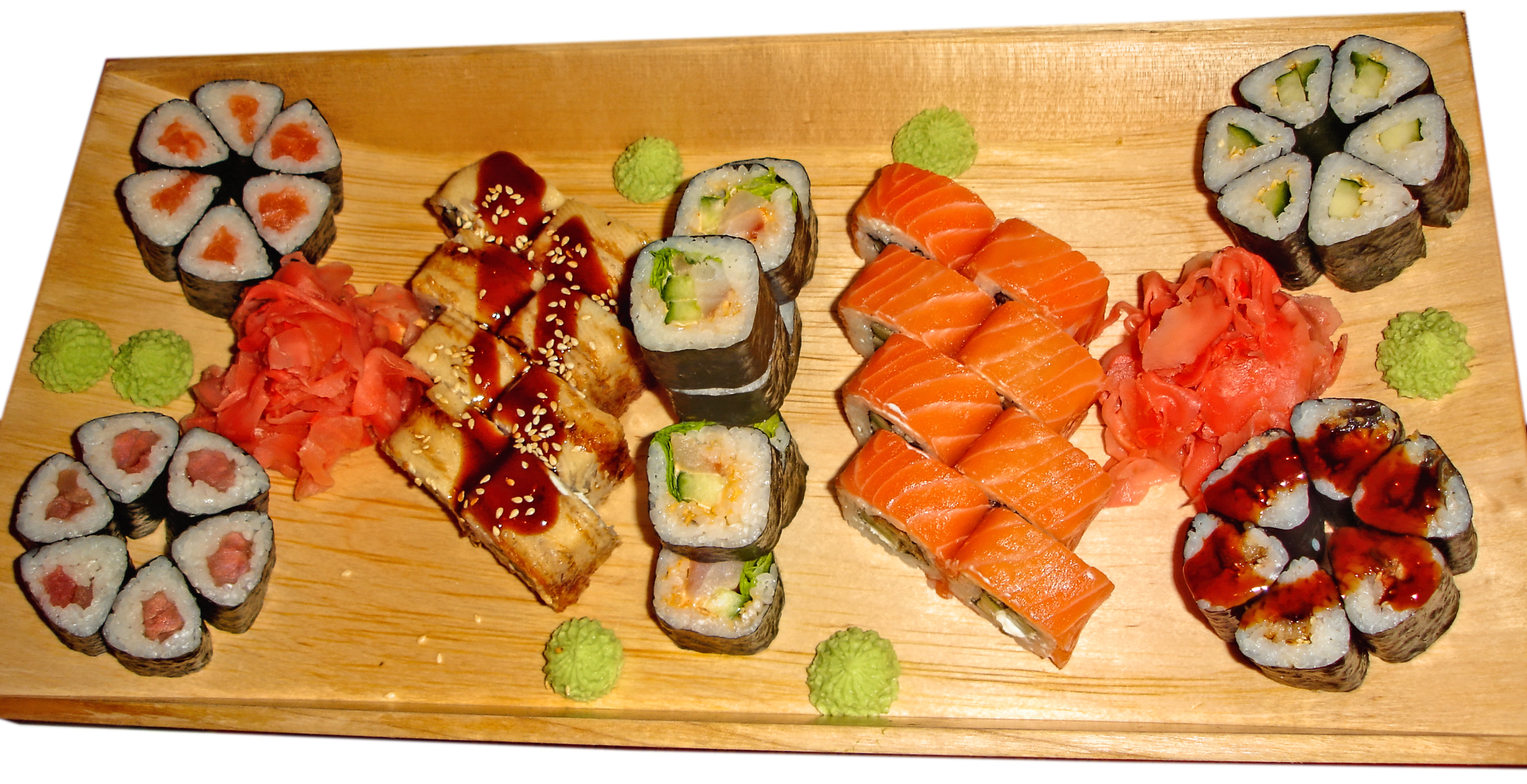
Различные виды роллов

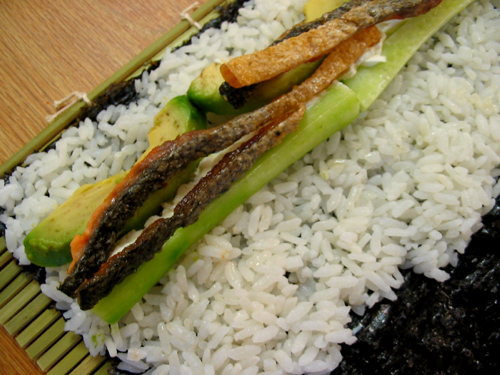
Приготовление роллов — перед началом скручивания

На сегодняшний день встречается несколько категорий роллов:
- Традиционные роллы — роллы, приготовленные в соответствии с традициями и рецептурой японской кухни. Чаще всего представляют собой небольшой тонкий рулет, в качестве начинки в котором одно составляющее (лосось, угорь, краб, окунь и так далее), покрытый рисом и туго завёрнутый в лист водорослей нори.
- Фирменные роллы — вместе с такими известными роллами, как «Филадельфия» или «Калифорния», рестораны японской кухни предлагают свои фирменные роллы, состав которых разрабатывается шеф-поваром. Это самая разнообразная категория.
  - Ролл «Калифорния» (переделанный вариант роллов в Америке и Европе, в Японии встречается редко и не является традиционным). Обязательными составляющими начинки являются авокадо и мясо краба, снаружи ролл обсыпан тобико (икрой летучей рыбы). Может быть приготовлен со свежим огурцом вместо авокадо, майонезом, филе лосося или тунца, мясом креветки[2].
  - Ролл «Филадельфия» (также, как и ролл «Калифорния» — не традиционен для японской кухни). Один из популярных роллов типа «Урамаки», то есть «вывернутых» наружу рисом. Начинка — обязательно со сливочным сыром, может быть добавлен зелёный лук, огурец, икра и авокадо. Снаружи ролл обёрнут полностью или частично тонким ломтиком филе свежего или слабосолёного лосося[3].
  - Запечённые роллы — подкатегория фирменных роллов, дополнительно запечённых при высокой температуре. Термическая обработка делает такие роллы более безопасными и приспосабливает к традициям мест, в которых сырая рыба не является распространённым видом пищи[4].
  - Жареные роллы — подкатегория фирменных роллов, дополнительно обжаренных во фритюре при температуре в 170 градусов, предварительно обваленных в кляре и панировочных сухарях до золотистой корочки.